# División de Honor Andaluza 2022-23
La temporada 2022-23 de la División de Honor Andaluza de fútbol corresponde a la séptima edición de este campeonato que ocupa el sexto nivel en el sistema de ligas de fútbol de España en Andalucía. Comenzó el 24 de septiembre de 2022 y finalizó el 7 de mayo de 2023.

## Sistema de competición
La liga consta de 32 clubes distribuidos por proximidad geográfica en dos grupos de 16 equipos, en el grupo 1 se incluyen los equipos de las provincias de Cádiz, Córdoba, Huelva y Sevilla; mientras que en el grupo 2 se incluyen los equipos de las provincias de Almería, Granada, Jaén y Málaga. Los dos primeros clasificados de cada grupo ascienden directamente a Tercera Federación.
Los cuatro últimos clasificados de cada grupo descienden directamente a Primera Andaluza.

## Clasificaciones

### Grupo 1
| Pos. | Equipo                           | Pts. | PJ | G  | E  | P  | GF | GC | Dif. |                              |
| ---- | -------------------------------- | ---- | -- | -- | -- | -- | -- | -- | ---- | ---------------------------- |
| 1    | La Palma C. F. (C, A)            | 62   | 30 | 20 | 2  | 8  | 52 | 25 | +27  | Ascenso a Tercera Federación |
| 2    | C. D. Cabecense (A)              | 54   | 30 | 14 | 12 | 4  | 45 | 23 | +22  | Ascenso a Tercera Federación |
| 3    | U. D. Tomares                    | 53   | 30 | 16 | 5  | 9  | 56 | 38 | +18  | Copa Andalucía               |
| 4    | Chiclana C. F.                   | 52   | 30 | 15 | 7  | 8  | 40 | 25 | +15  | Copa Andalucía               |
| 5    | Villafranco C. F.                | 52   | 30 | 15 | 7  | 8  | 36 | 28 | +8   | Copa Andalucía               |
| 6    | U. D. Algaida                    | 47   | 30 | 13 | 8  | 9  | 43 | 30 | +13  | Copa Andalucía               |
| 7    | Castilleja C. F.                 | 44   | 30 | 11 | 11 | 8  | 36 | 30 | +6   |                              |
| 8    | U. D. Los Barrios                | 43   | 30 | 10 | 13 | 7  | 27 | 26 | +1   |                              |
| 9    | U. B. Lebrijana                  | 37   | 30 | 7  | 16 | 7  | 26 | 21 | +5   |                              |
| 10   | U. P. Viso                       | 35   | 30 | 7  | 14 | 9  | 34 | 35 | −1   |                              |
| 11   | Atlético Central                 | 35   | 30 | 9  | 8  | 13 | 24 | 34 | −10  |                              |
| 12   | Montilla C. F.                   | 34   | 30 | 8  | 10 | 12 | 21 | 30 | −9   |                              |
| 13   | Atlético Palma del Río C. F. (D) | 30   | 30 | 8  | 6  | 16 | 23 | 48 | −25  | Descenso a Primera Andaluza  |
| 14   | Arcos C. F. (D)                  | 27   | 30 | 6  | 9  | 15 | 32 | 54 | −22  | Descenso a Primera Andaluza  |
| 15   | C. D. Moguer (D)                 | 22   | 30 | 5  | 7  | 18 | 22 | 53 | −31  | Descenso a Primera Andaluza  |
| 16   | C. D. Egabrense (D)              | 22   | 30 | 5  | 7  | 18 | 31 | 51 | −20  | Descenso a Primera Andaluza  |

Actualizado a los partidos jugados el 7 de mayo de 2023.
 Fuente: LaPreferente

### Grupo 2
| Pos. | Equipo                         | Pts. | PJ | G  | E  | P  | GF | GC | Dif. |                              |
| ---- | ------------------------------ | ---- | -- | -- | -- | -- | -- | -- | ---- | ---------------------------- |
| 1    | C. D. Rincón (C, A)            | 68   | 30 | 20 | 8  | 2  | 58 | 22 | +36  | Ascenso a Tercera Federación |
| 2    | C. P. Almería (A)              | 59   | 30 | 17 | 8  | 5  | 39 | 20 | +19  | Ascenso a Tercera Federación |
| 3    | C. P. Mijas Las Lagunas        | 50   | 24 | 16 | 2  | 6  | 51 | 30 | +21  | Copa Andalucía               |
| 4    | Alhaurín de la Torre C. F.     | 56   | 27 | 17 | 5  | 5  | 50 | 27 | +23  | Copa Andalucía               |
| 5    | C. D. Almuñécar City           | 48   | 30 | 14 | 6  | 10 | 40 | 30 | +10  | Copa Andalucía               |
| 6    | C. D. Alhaurino                | 47   | 30 | 13 | 8  | 9  | 47 | 37 | +10  | Copa Andalucía               |
| 7    | U. D. San Pedro                | 45   | 30 | 12 | 9  | 9  | 36 | 29 | +7   |                              |
| 8    | Martos C. D.                   | 41   | 30 | 12 | 5  | 13 | 39 | 40 | −1   |                              |
| 9    | C. D. Casabermeja              | 40   | 30 | 10 | 10 | 10 | 40 | 39 | +1   |                              |
| 10   | Berja C. F.                    | 37   | 30 | 11 | 4  | 15 | 49 | 61 | −12  |                              |
| 11   | Atarfe Industrial C. F.        | 36   | 30 | 9  | 9  | 12 | 37 | 40 | −3   |                              |
| 12   | C. D. Cantoria 2017            | 36   | 30 | 10 | 6  | 14 | 38 | 47 | −9   |                              |
| 13   | Villacarrillo C. F. (D)        | 34   | 30 | 9  | 7  | 14 | 32 | 46 | −14  | Descenso a Primera Andaluza  |
| 14   | F. C. Cubillas de Albolote (D) | 24   | 30 | 6  | 6  | 18 | 28 | 42 | −14  | Descenso a Primera Andaluza  |
| 15   | C. D. Vilches (D)              | 21   | 30 | 5  | 6  | 19 | 23 | 53 | −30  | Descenso a Primera Andaluza  |
| 16   | U. D. Pavía (D)                | 13   | 30 | 3  | 4  | 23 | 14 | 58 | −44  | Descenso a Primera Andaluza  |

Actualizado a los partidos jugados el 7 de mayo de 2023.
 Fuente: LaPreferente